# Hymeniacidon rubiginosa
Hymeniacidon rubiginosa är en svampdjursart som beskrevs av Thiele 1905. Hymeniacidon rubiginosa ingår i släktet Hymeniacidon och familjen Halichondriidae. Inga underarter finns listade i Catalogue of Life.